# Славнитский, Юрий Михайлович
Юрий Михайлович Славнитский (1925—2000) — советский музыкант, хоровой дирижёр, профессор, заслуженный деятель искусств РСФСР (1980). Его наследие хранится в фонотеке Петербургского радио и издано в многочисленных нотных изданиях.

## Биография
Родился 4 февраля 1925 (по другим данным — в 1926). Отец — Михаил Владимирович — окончил Ленинградскую духовную академию, был награждён орденом преподобного Сергея Радонежского, мать приходилась внучкой митрополиту Петербуржскому и Ладожскому — Исидору.
Начальное образование получил в музыкальной школе № 1 (ныне — школа искусств имени М. Ростроповича).
С началом Великой Отечественной войны Славнитский был послан на строительство оборонительных сооружений, жил на казарменном положении. С января 1943 года находился на фронте в 48-м стрелковом полку. Воевал в районе Синявинских высот, получил тяжёлое повреждение рук и ног.
В октябре 1945 года поступил в Ленинградскую консерваторию, где занимался в классе хорового дирижирования у профессоров: сначала А. И. Анисимова, затем — Г. А. Дмитревского. Окончив консерваторию (1950), занялся деятельностью педагога и хореографа. Позже окончил аспирантуру Mocковской консерватории у народного артиста CCCP Хайкина Б. Э.
Юрий Славнитский — основатель первого в СССР детского хора — Детского хора Ленинградского телевидения и радио, работал с хором c 1955 по 1988 год.
Занимался педагогической деятельностью — работал преподавателем дирижирования в Хоровом училище с 1955 по 1961 год. Его учениками по классу дирижирования были — Герасимов Б. М., Говоров А. Е., Иванов В. Г., Комаров В. А., Конкин В. Е., Королёв Р. З., Митрофанов М. Г., Пучков Ю. Н.
Умер в 2000 году.

## Награды
- За участие в войне награждён медалями СССР.